# 马可·斯库塔罗
馬科斯·埃爾南德斯·斯庫塔羅（西班牙語：Marcos Hernandez Scutaro，1975年10月30日—），通稱马可·斯库塔罗（Marco Scutaro），出生於委內瑞拉亞拉奎州聖費利佩，美國職棒大聯盟選手，守位為游擊，曾效力於紐約大都會、奧克蘭運動家、多倫多藍鳥、波士頓紅襪、科羅拉多洛磯與舊金山巨人等隊。

## 職業生涯
斯庫塔羅在克里夫蘭印地安人和密爾瓦基釀酒人的小聯盟度過7個賽季，之後又在紐約大都會擔任兩個賽季的替補，隨後轉投奧克蘭運動家，取代馬克·埃利斯，成為主力二壘手。

### 奧克蘭運動家

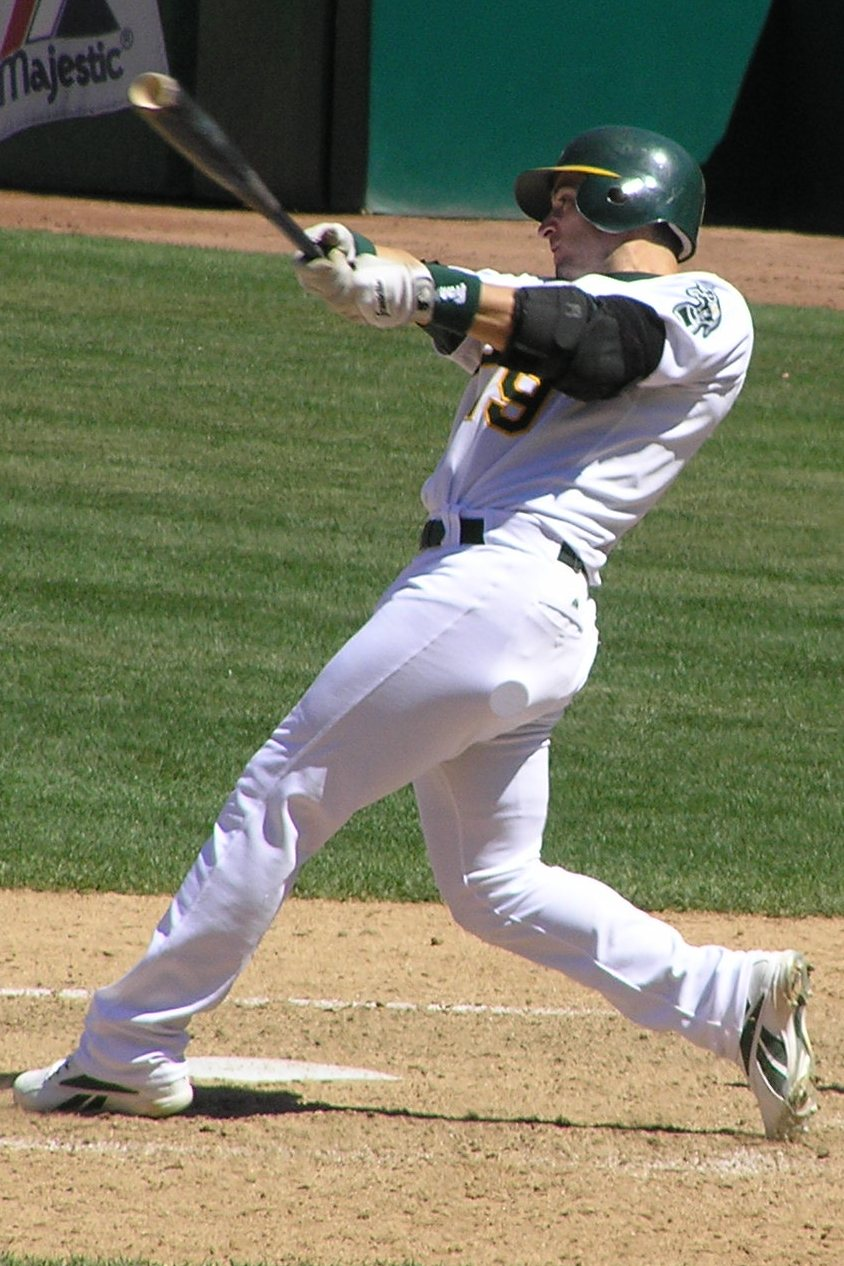
在運動家隊效力期間的斯庫塔羅

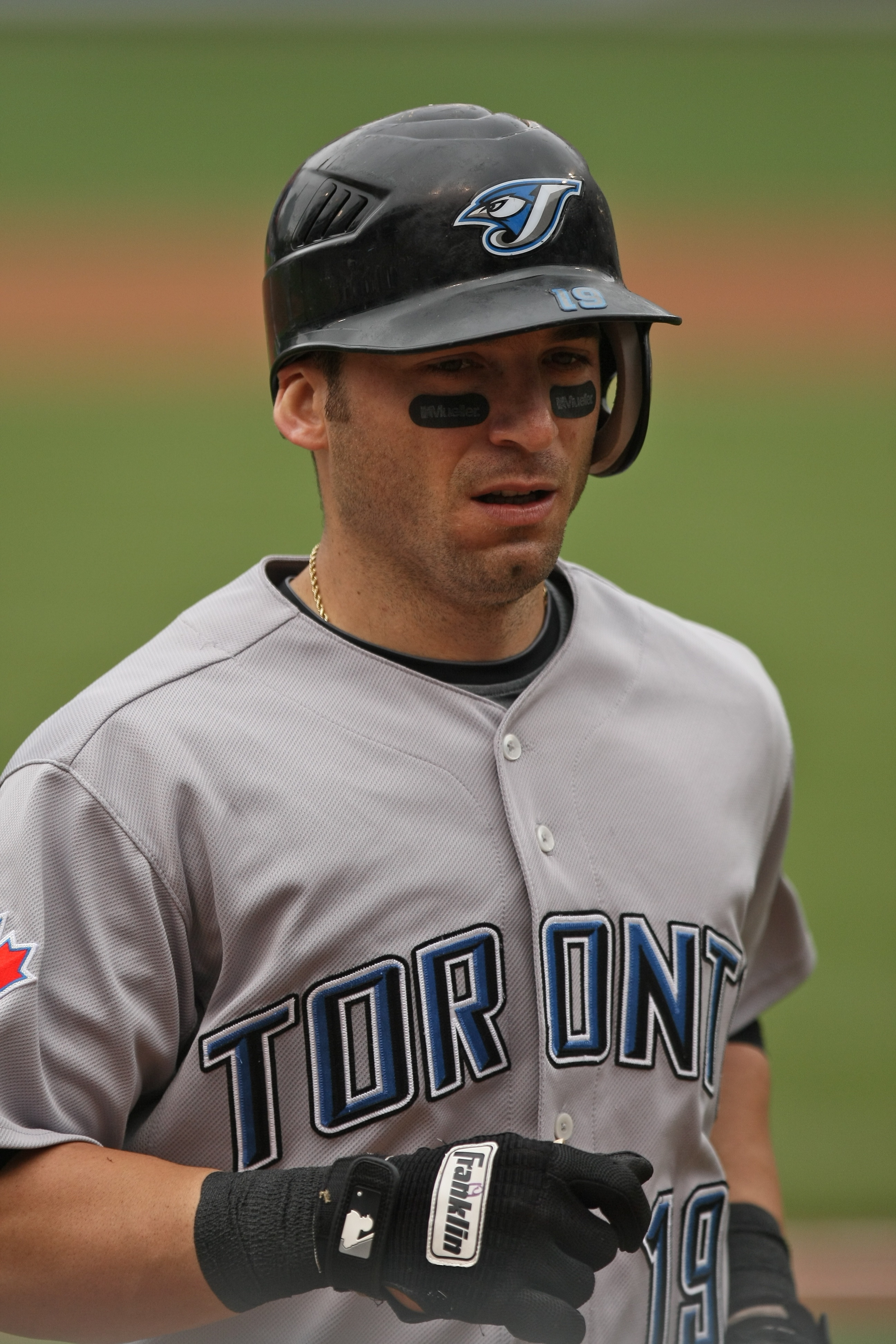
在藍鳥隊效力期間的斯庫塔羅

斯庫塔羅在運動家隊待了4個賽季，出任過多個位置，包括二壘手、游擊手、三壘手和外野手。

### 多倫多藍鳥
2007年11月18日，斯庫塔羅被交易到多倫多藍鳥。
由於史考特·羅倫的受傷，斯庫塔羅在2008年開季階段出任三壘手。之後大衛·艾克斯坦在5月7日受傷，斯庫塔羅回到游擊手的位置。不久之後艾倫·希爾在一次接飛球中受傷，斯庫塔羅又填補他二壘手的位置。
2009年斯庫塔羅回到先發游擊手的位置，這是他生涯迄今為止打得最好的一個賽季，幾乎每項數值都創下生涯新高，包括12支全壘打、60分打點、110分得分、162支安打和14次盜壘成功。

### 波士頓紅襪
2009年賽季結束後，斯庫塔羅成為自由球員。藍鳥隊為他提出了仲裁，但斯庫塔羅並未同意，他希望得到一份為期兩年的合約。12月3日，斯庫塔羅和波士頓紅襪簽訂兩年1200萬美元的合同。

### 科羅拉多洛磯
2012年1月21日，紅襪將斯庫塔羅被交易到科羅拉多洛磯。

## 國際賽
由於斯庫塔羅是義大利後裔，因此在2006年世界棒球經典賽之前他可選擇代表義大利或者委內瑞拉出戰。最終他選擇了委內瑞拉，代表球隊參加了2006年和2009年兩屆世界棒球經典賽。

## 外部鏈接
- 球員資訊和成績在MLB，ESPN，Baseball-Reference，Fangraphs，The Baseball Cube（英文）